# Fono

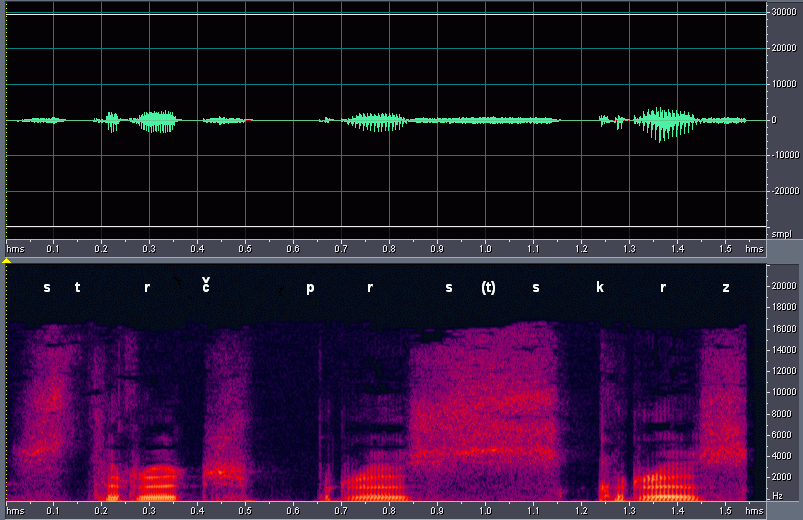
Diagrama de onda (arriba) y espectrograma (abajo) de la oración del checo Strč prst skrz krk que significa 'Introduce el dedo a través de la garganta', en el espectrograma se aprecian claramente los fonos que la componen. La coordenada horizontal es el tiempo en ambos diagramas, la coordenada vertical es la presión en el de arriba y el rango de frecuencias en el de abajo.

En el habla humana, fono es cada uno de los segmentos de características acústicas particulares y con duración típica en que podemos dividir la secuencia sonora.
Los fonos se pueden caracterizar de dos modos: por su articulación, es decir, el conjunto de movimientos que el aparato fonador del ser humano realiza para emitir el sonido, y por su acústica, es decir, las características físicas (acústicas) del sonido ya emitido.
Cada fono viene caracterizado, desde el punto de vista acústico, por un espectro de frecuencias características y un tiempo de emisión característico (típicamente 20-60 ms). En el análisis del habla se usa el análisis espectrográfico que permite descomponer las ondas sonoras el habla en superposición de ondas más simples de frecuencias fijas.
Los sonidos similares entre sí y cuyas diferencias son demasiado pequeñas para ser significativas se identifican como un mismo fono y se representan con un sistema de transcripción fonética por medio de un signo de tipo alfabético, generalmente escrito entre corchetes [ ]. No obstante, el grado de diferenciación que se considera significativo no es siempre igual, y por ello se puede hablar de una transcripción más ancha o amplia o de una más estrecha, esta última implica generalmente usar signos diacríticos adicionales.

## Fono y fonema
Dada una lengua L, los fonos identificados mediante análisis espectrográfico se pueden agrupar en familias de fonos similares según los juicios de distintividad que hace un hablante competente en la lengua L. Así podemos construir clases de equivalencia entre los diversos fonos, según un hablante competente medio los reconozca como el mismo fonema.
Por ejemplo, en español la palabra dado se articula normalmente como ['dað̞o], esta notación indica que la primera d se realiza como un fono tipo [d] (oclusivo) mientras que la segunda d se articula como un fono distinto, [ð̞] (aproximante). Sin embargo un hablante nativo de español identificará ambos sonidos como el mismo, ya que se trata de dos alófonos del mismo fonema. Aquí el signo [d] indica que se trata de un fono articulado mediante oclusión total del flujo de aire; esto se logra juntando la parte anterior de la lengua con la región alveolar situada tras los dientes, mientras que el signo [ð̞] indica que se trata de un fono articulado dejando una distancia pequeña o aproximación entre los dientes superiores y la parte anterior de la lengua, pero sin producir una oclusión de la cavidad bucal.
A diferencia de los fonemas, que son entidades mentales, los fonos son realizaciones físicas medibles sometidas a variabilidad sistemática (entorno fonológico) y variabilidad accidental (no sistemática, ni regular y dependiente del volumen, tono y voz del hablante).